# Harpage
Harpage (en grec ancien Ἅρπαγος / Hárpagos) est un dignitaire mède de la fin du VIe siècle av. J.-C.

## Histoire

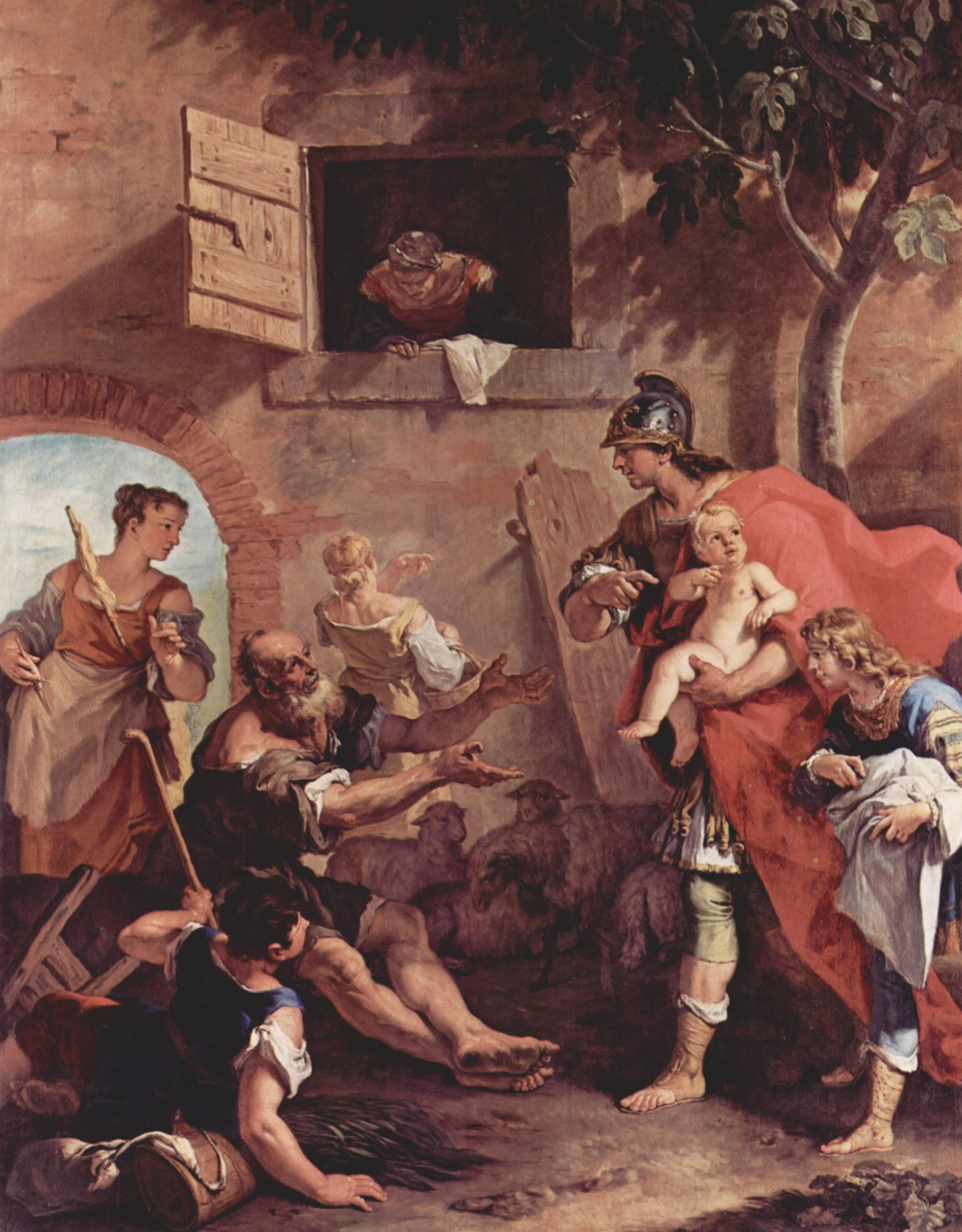
Harpagus remet Cyrus aux bergers
Sebastiano Ricci, 1705-1710
Hamburger Kunsthalle

Selon Hérodote, il est chargé par Astyage, roi des Mèdes, de tuer son petit-fils Cyrus. Harpage désobéit et se contente d'abandonner l'enfant dans un bois, où il est sauvé et élevé par un berger. Quand des années plus tard Cyrus se fait reconnaître par Astyage, celui-ci, pour se venger de son vassal, fait égorger le fils d'Harpage et sert les membres de ce dernier à son père lors d'un festin.
Harpage médite alors sa vengeance en servant l'accession au trône de Cyrus, dont il pense qu'il doit partager ses sentiments contre Astyage. D'après Hérodote toujours, il communique son plan d'action à Cyrus en cachant un message dans le ventre d'un lièvre qu'il lui fait porter par l'un de ses serviteurs. Il propose à Cyrus de soulever les Perses tandis que lui ou tout autre dignitaire Mède qui sera chargé du commandement de l'armée envoyé contre les Perses trahira Astyage, qui s'est rendu odieux chez lui par sa dureté. Cette tradition favorable à Harpage a sans doute été transmise à Hérodote par des Harpagides. Astyage fait prisonnier de Cyrus, Hérodote rapporte un dialogue entre Harpage et Astyage où, à l'ironie et aux insultes du premier, le roi déchu a répondu en reprochant à Harpage sa maladresse de ne pas avoir conquis la royauté pour lui-même et son injustice d'avoir livré les Mèdes aux Perses.
Dans la guerre entre Crésus et Cyrus, Harpage suggère au roi perse la bonne tactique pour briser les rangs lydiens.
Vers 545-544, Harpage reçoit le commandement de la Lydie, que Cyrus vient d'arracher au roi Crésus. Cyrus a en effet d'abord pensé confier la région nouvellement conquise au Mède Tabalos et le transport de l'or de Crésus au Lydien Pactyès, mais ce dernier, aussitôt Cyrus parti, est allé assiéger Tabalos dans la citadelle de Sardes avec l'aide des autres Lydiens. Cyrus envoie d'abord le Mède Mazarès mater la rébellion, mais Mazarès meurt de maladie. C'est dans ces conditions qu'Harpage, arrivé de Haute-Asie, lui succède et soumet les villes ioniennes (Phocée, Téos, etc.) qui n'ont pas encore fait allégeance à Cyrus. Ensuite, il entre en campagne contre les Cariens, les Cauniens et les Lyciens.